# Hyadina porteri
Hyadina porteri är en tvåvingeart som beskrevs av Brethes 1919. Hyadina porteri ingår i släktet Hyadina och familjen vattenflugor. Inga underarter finns listade i Catalogue of Life.